# Beatrice Gafner
Beatrice Gafner (ur. 19 listopada 1964 w Beatenbergu) – szwajcarska narciarka alpejska.
W zawodach Pucharu Świata zadebiutowała 13 grudnia 1985 roku w Val d’Isère, gdzie nie ukończyła rywalizacji w zjeździe. Pierwsze punkty wywalczyła 10 stycznia 1987 roku w Mellau, gdzie wygrała zawody w tej samej konkurencji. Tym samym nie tylko zdobyła punkty ale od razu stanęła na najwyższym stopniu podium. W zawodach tych wyprzedziła swą rodaczkę, Marię Walliser i Austriaczkę Sieglinde Winkler. W kolejnych startach jeszcze dwa razy stanęła na podium: 23 stycznia 1988 roku w Bad Gastein ponownie była najlepsza w zjeździe, a 12 stycznia 1989 roku w Grindelwald zajęła drugie miejsce w supergigancie. W sezonie 1987/1988 zajęła 29. miejsce w klasyfikacji generalnej, a w klasyfikacji zjazdu była siódma.
Wystartowała w kombinacji na igrzyskach olimpijskich w Calgary w 1988 roku, ale nie ukończyła rywalizacji. Nigdy nie wystąpiła na mistrzostwach świata.

## Osiągnięcia

### Igrzyska olimpijskie
| Miejsce | Dzień     | Rok  | Miejscowość | Konkurencja | Czas biegu | Strata | Zwyciężczyni  |
| ------- | --------- | ---- | ----------- | ----------- | ---------- | ------ | ------------- |
| DNF1    | 21 lutego | 1988 | Calgary     | Kombinacja  | 29,25 pkt  | -      | Anita Wachter |

### Puchar Świata

#### Miejsca w klasyfikacji generalnej
- sezon 1986/1987: 33.
- sezon 1987/1988: 29.
- sezon 1988/1989: 32.

#### Miejsca na podium
1. Mellau – 10 stycznia 1987 (zjazd) – 1. miejsce
2. Bad Gastein – 23 stycznia 1988 (zjazd) – 1. miejsce
3. Grindelwald – 12 stycznia 1989 (supergigant) – 2. miejsce